# Petralia
Petralia is een mosdiertjesgeslacht uit de familie van de Petraliidae en de orde Cheilostomatida. De wetenschappelijke naam ervan is in 1869 voor het eerst geldig gepubliceerd door MacGillivray.

## Soorten
- Petralia ingens Harmer, 1957
- Petralia livingstonei Stach, 1936
- Petralia undata MacGillivray, 1869

Niet geaccepteerde soorten:
- Petralia chuakensis Waters, 1913 → Petraliella dentilabris (Ortmann, 1892)